# أرارة أسفل (حديبو)

تعديل مصدري - تعديل

ارارة اسفل إحدى قرى مديرية حديبو التابعة لمحافظة سقطرى، بلغ تعداد سكانها 13 نسمة حسب تعداد اليمن لعام 2004.